# Saison 2008-2009 de l'Étendard de Brest
Pour un article plus général, voir Étendard de Brest.
Lors de la Saison 2008-2009 de l'Étendard de Brest le club a terminé 10e du championnat de Pro B.

## Effectifs Saison régulière
Championnat : Pro B
- Entraîneur :  Noam Rudman
- Assistant :  Aymeric Delsarthe

| No | Nom                 | Date de naissance | Taille | Nationalité | Poste              | Matchs joués | Temps de jeu moyen | % Tirs | Rebonds | Passes décisives | Points Moyens | Points |
| -- | ------------------- | ----------------- | ------ | ----------- | ------------------ | ------------ | ------------------ | ------ | ------- | ---------------- | ------------- | ------ |
| 4  | Poonie Richardson   | 1981              | 1,80   | États-Unis  | Meneur             | 8            | 26                 | 54     | 41      | 57               | 11,1          | 167    |
| 4  | Obie Trotter        | 1984              | 1,84   | États-Unis  | Meneur             | 18           | 34                 | 40     | 117     | 84               | 9,1           | 124    |
| 5  | Thibault Delon      | 1990              | 1,93   | France      | Meneur / Arrière   | 13           | 3                  | 9      | 5       | 1                | 0,2           | 2      |
| 6  | Cécil Brown         | 1983              | 1, 93  | États-Unis  | Arrière            | 32           | 30                 | 43     | 94      | 79               | 15,4          | 493    |
| 7  | Samir Mekdad        | 1986              | 1,88   | France      | Arrière            | 29           | 9                  | 33     | 32      | 14               | 1,9           | 54     |
| 8  | Jimmy Vérove        | 1970              | 1,98   | France      | Ailier             | 29           | 28                 | 45     | 117     | 84               | 4,3           | 125    |
| 9  | Sherman Gay         | 1982              | 2,01   | Jamaïque    | Intérieur          | 29           | 29                 | 56     | 156     | 21               | 16,8          | 486    |
| 10 | Aaron Cel           | 1987              | 2,04   | France      | Ailier / Intérieur | 34           | 25                 | 48     | 165     | 46               | 10,9          | 372    |
| 11 | Armand Charles      | 1983              | 1,98   | France      | Ailier             | 34           | 26                 | 42     | 129     | 77               | 9,2           | 313    |
| 12 | Mike Bernard        | 1978              | 2,04   | Royaume-Uni | Intérieur          | 8            | 26                 | 54     | 27      | 5                | 9,9           | 79     |
| 12 | Christopher Cologer | 1978              | 2,10   | France      | Intérieur          | 8            | 21                 | 50     | 38      | 7                | 7,8           | 62     |
| 13 | Jonathan Richard    | 1992              | 1,84   | France      | Meneur / Arrière   |              |                    |        |         |                  |               |        |
| 14 | Luigi Mangiardi     | 1990              | 2,03   | France      | Intérieur          | 3            | 1                  | 0      | 0       | 0                | 0,3           | 1      |
| 15 | Kotti Tuukka        | 1981              | 2,05   | Finlande    | Ailier / Intérieur |              |                    |        |         |                  |               |        |